# Tamworth (circonscription britannique)
Pour les articles homonymes, voir Tamworth (homonymie).
Circonscription parlementaire de la Chambre des communes
La circonscription de Tamworth est une circonscription situé dans le Staffordshire, représenté dans la Chambre des communes du Parlement britannique depuis 2023 par Sarah Edwards du Parti travailliste.

## Géographie
La circonscription comprend :
- La ville de Tamworth
  - Les quartiers de Belgrave et Dosthill,
- Les villages et paroisses civiles de Wigginton, Croxall, Edingale, Elford, Harlaston, Haunton, Haselour, Comberford, Statfold, Thorpe Constantine, Amington, Fazeley, Watford Gap, Little Aston, Stonnall, Hilton et Wall

## Députés
Les Members of Parliament (MPs) de la circonscription sont :
La circonscription apparue en 1275 a été représentée par Henry Wilmot (1640-1645), Thomas Thynne (1679-1685), Henry Sydney (jan. 1689-mai 1689), Henry Boyle (1689-1690), John Chetwynd (1698-1699), Thomas Villiers (1747-1768), Edward Thurlow (1765-1778), Anthony Chamier (1778-1780), Robert Peel (1790-1820), Charles Townshend (1812-1818), Robert Peel (2e baronnet) (1830-1850), John Townshend (1856-1863), John Townshend (1856-1863), Henry Bulwer (1868-1871), Robert William Hanbury (1872-1878), Hamar Alfred Bass (1878-1885) et Jabez Balfour (1880-1885).
1885-1945
| Législature            | Années    | Député                | Député       | Parti        |
| ---------------------- | --------- | --------------------- | ------------ | ------------ |
| Tamworth               |           |                       |              |              |
| 23e                    | 1885–1886 |                       | Philip Muntz | Conservateur |
| 24e                    | 1886–1887 |                       | Philip Muntz | Conservateur |
| 25e                    | 1892–1895 |                       | Philip Muntz | Conservateur |
| 26e                    | 1895–1900 |                       | Philip Muntz | Conservateur |
| 27e                    | 1900–1906 |                       | Philip Muntz | Conservateur |
| 28e                    | 1906–1909 |                       | Philip Muntz | Conservateur |
| 28e                    | 1909-1910 | Francis Newdegate     |              | Conservateur |
| 29e                    | 1910–1910 | Francis Newdegate     |              | Conservateur |
| 30e                    | 1910–1917 | Francis Newdegate     |              | Conservateur |
| 30e                    | 1917-1918 | Henry Wilson-Fox      |              | Conservateur |
| 31e                    | 1918–1922 | Henry Wilson-Fox      |              | Conservateur |
| 32e                    | 1922–1923 | Percy Newson          |              | Conservateur |
| 33e                    | 1923–1924 | Edward Iliffe         |              | Conservateur |
| 34e                    | 1924–1929 | Edward Iliffe         |              | Conservateur |
| 35e                    | 1929–1931 | Arthur Steel-Maitland |              | Conservateur |
| 36e                    | 1931–1935 | Arthur Steel-Maitland |              | Conservateur |
| 37e                    | 1935–1945 | John Mellor           |              | Conservateur |
| Circonscription abolie |           |                       |              |              |

Depuis 1997
| Législature                         | Années      | Député | Député              | Parti        |
| ----------------------------------- | ----------- | ------ | ------------------- | ------------ |
| Recréée de South East Staffordshire |             |        |                     |              |
| 52e                                 | 1997–2001   |        | Brian Jenkins       | Travailliste |
| 53e                                 | 2001–2005   |        | Brian Jenkins       | Travailliste |
| 54e                                 | 2005–2010   |        | Brian Jenkins       | Travailliste |
| 55e                                 | 2010–2015   |        | Christopher Pincher | Conservateur |
| 56e                                 | 2015–2017   |        | Christopher Pincher | Conservateur |
| 57e                                 | 2017–2019   |        | Christopher Pincher | Conservateur |
| 58e                                 | 2019–2023   |        | Christopher Pincher | Conservateur |
| 58e                                 | depuis 2023 |        | Sarah Edwards       | Travailliste |

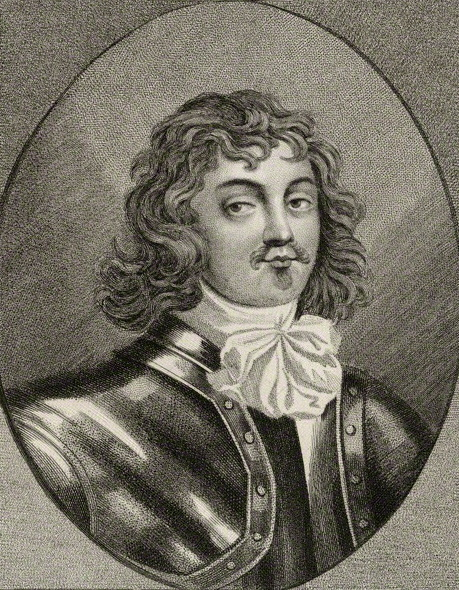
Henry Wilmot (1640-1645)
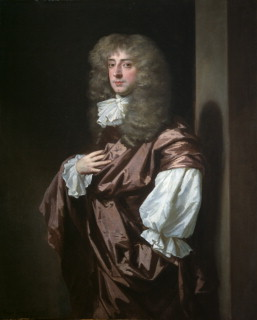
Thomas Tynne (1679-1685)
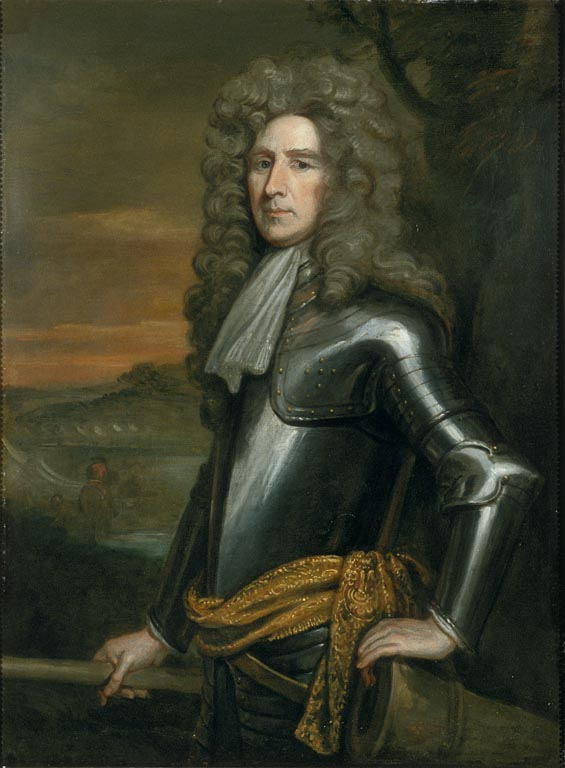
Henry Sydney (jan. 1689-mai 1689), par John Baptist Medina
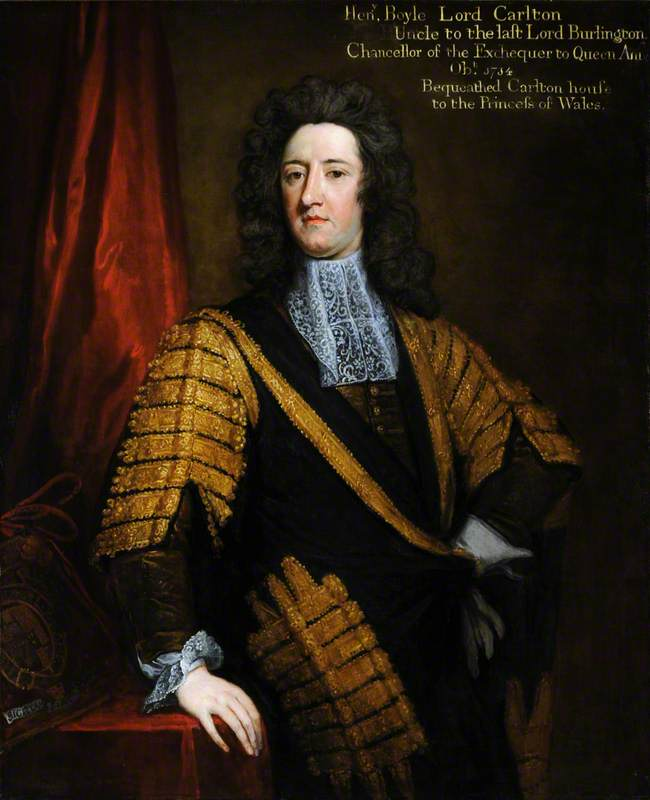
Henry Boyle (1689-1690), par Godfrey Kneller
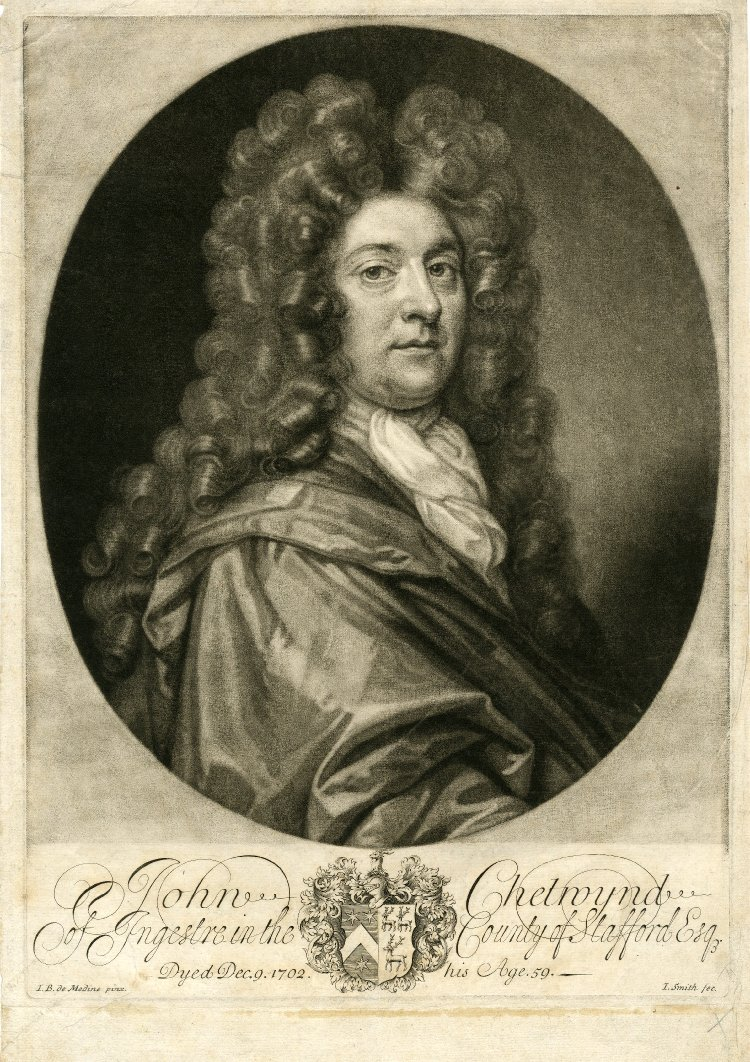
John Chetwynd (1698-1699), par John Smith
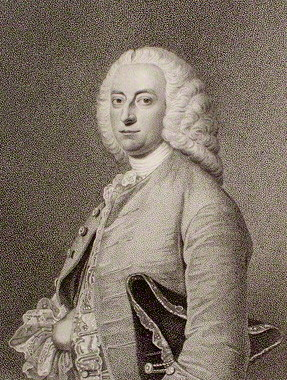
Thomas Villiers (1747-1768)
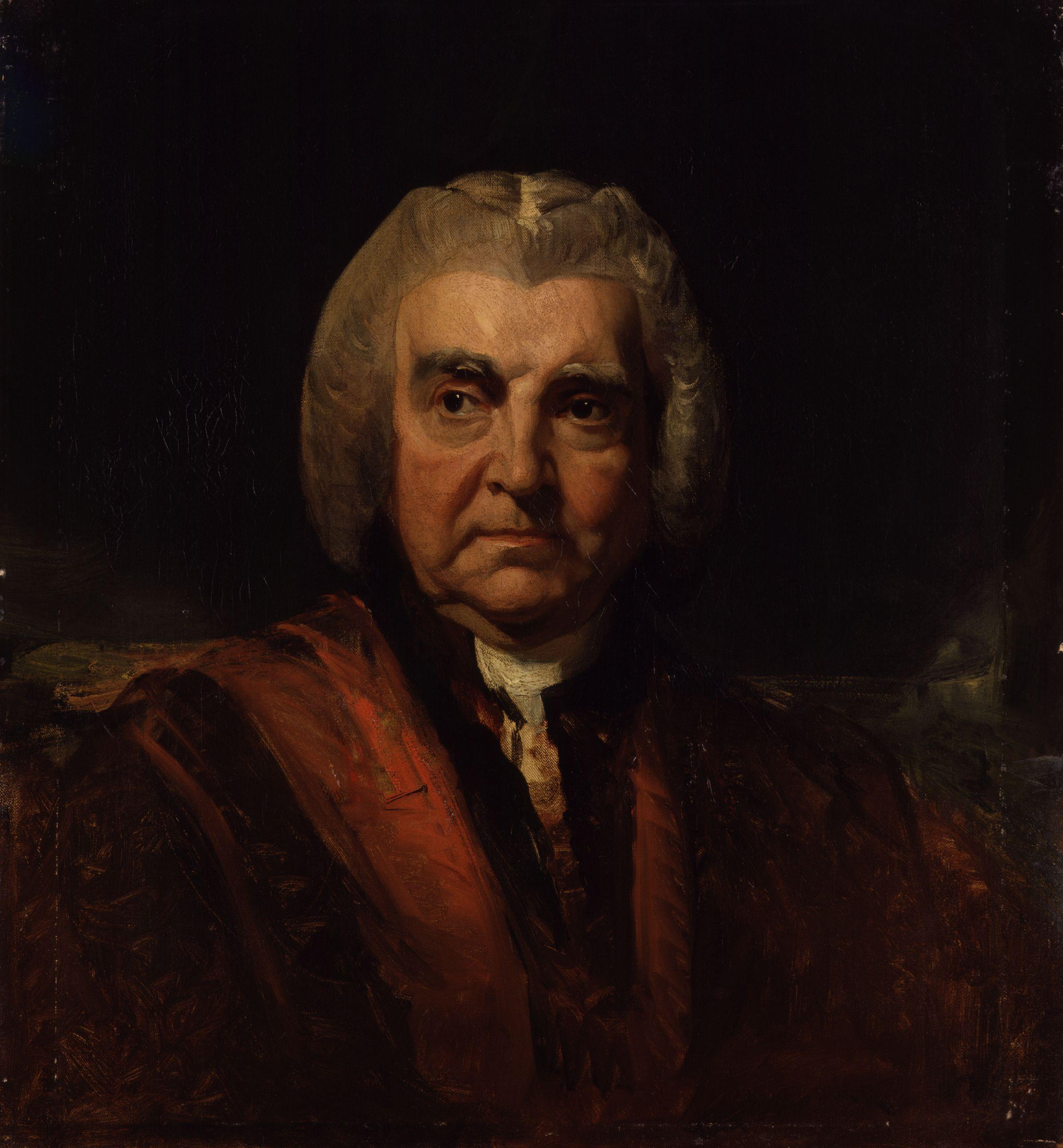
Edward Thurlow (1765-1778), par Thomas Lawrence
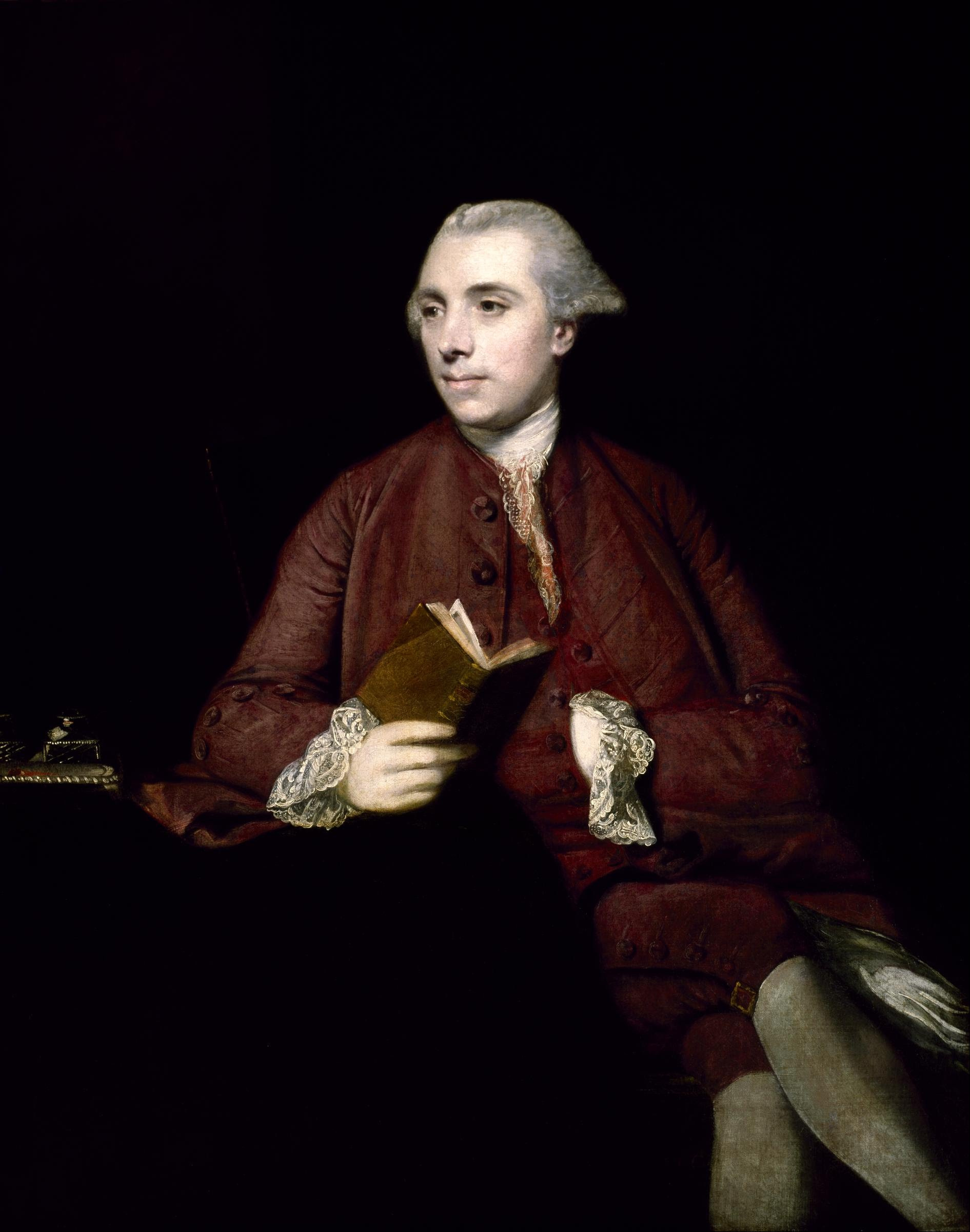
Anthony Chamier (1778-1780), par Joshua Reynolds
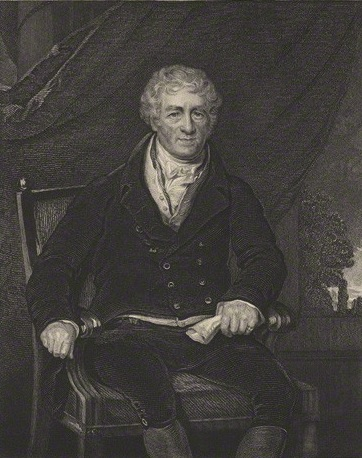
Robert Peel, 1er baronnet (1790-1820), par John Henry Robinson
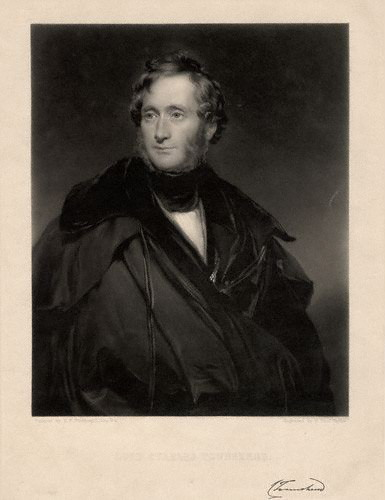
Charles Townshend (1812-1818), par Henry William Pickersgill
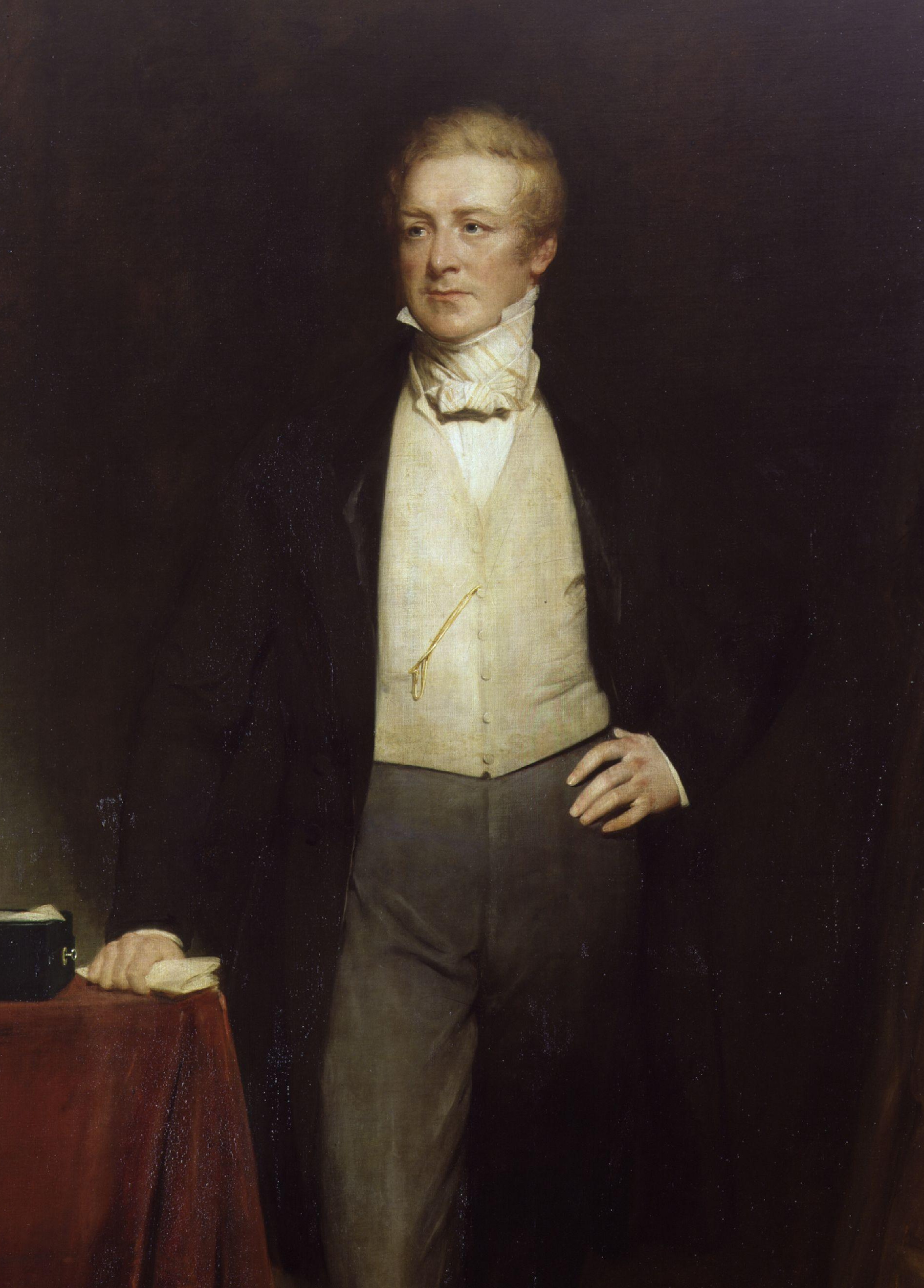
Robert Peel, 2e baronnet (1830-1850), par Henry William Pickersgill
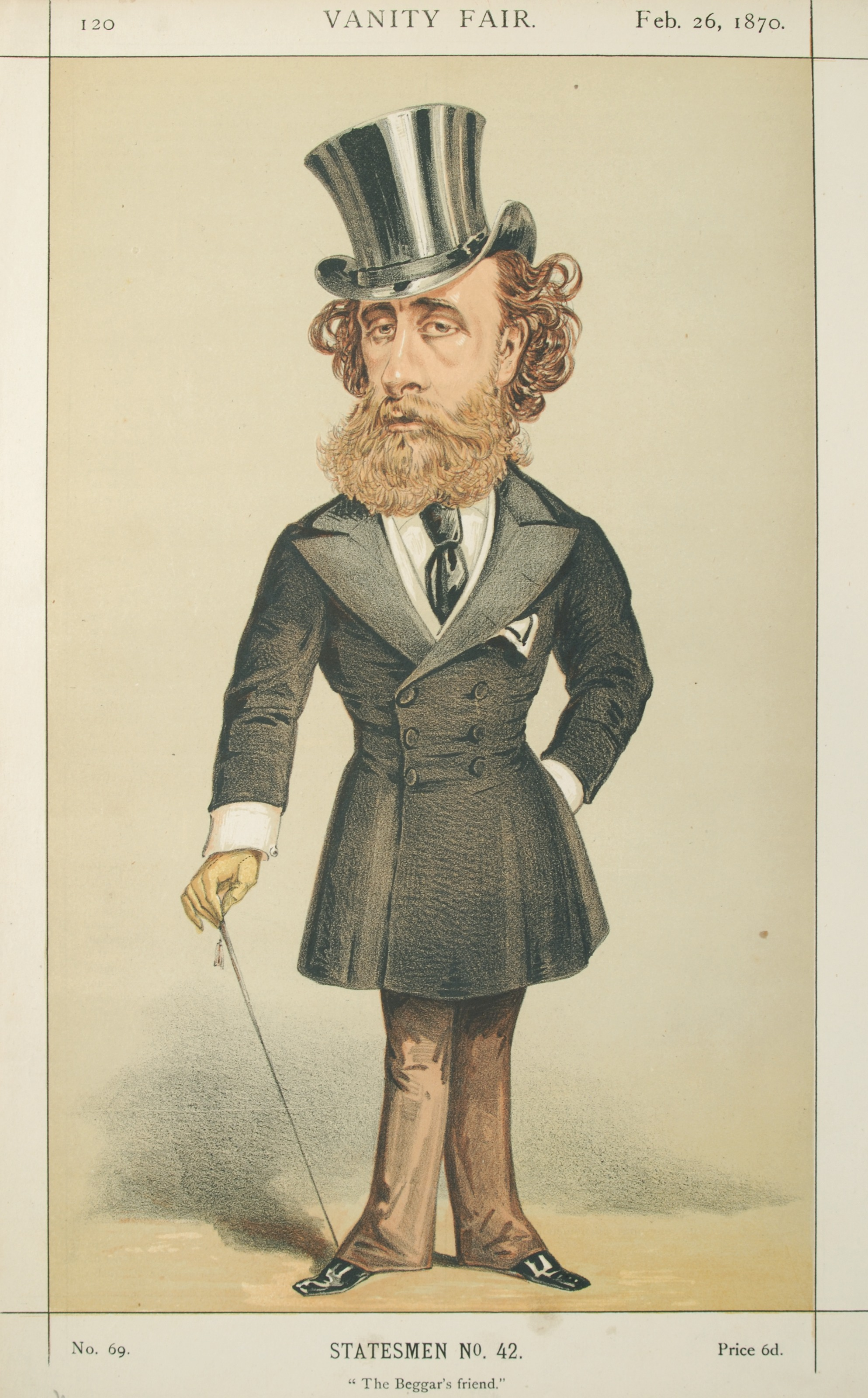
John Townshend (1856-1863), par ATn (Vanity Fair)
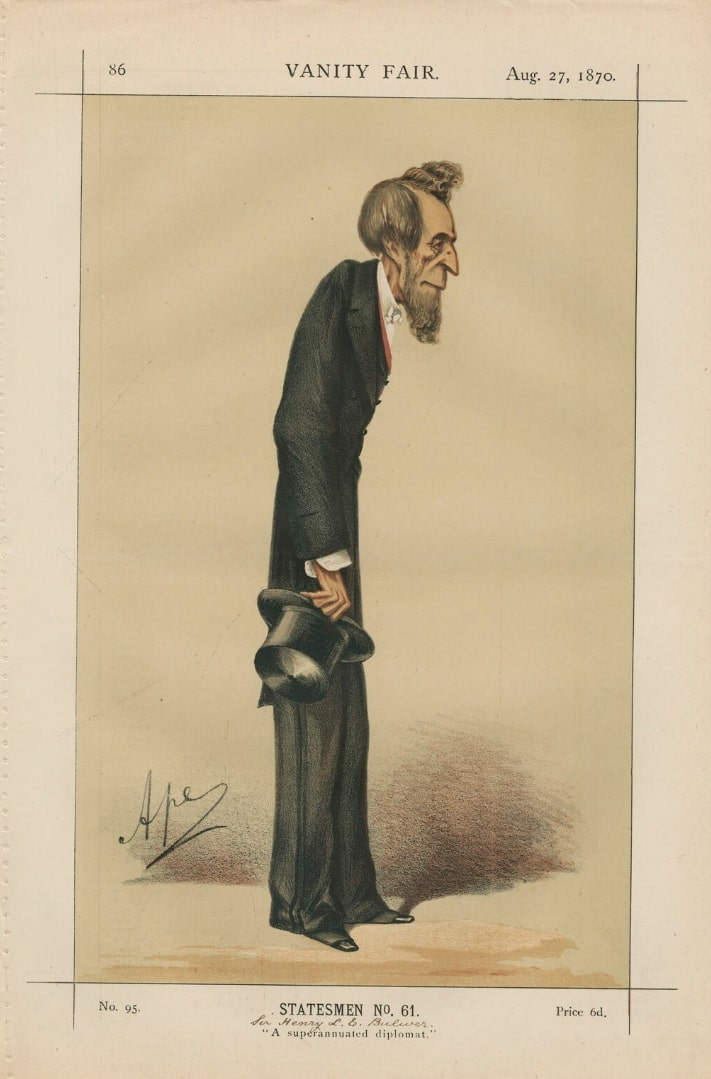
Henry Bulwer (1868-1871), par Ape (Vanity Fair)
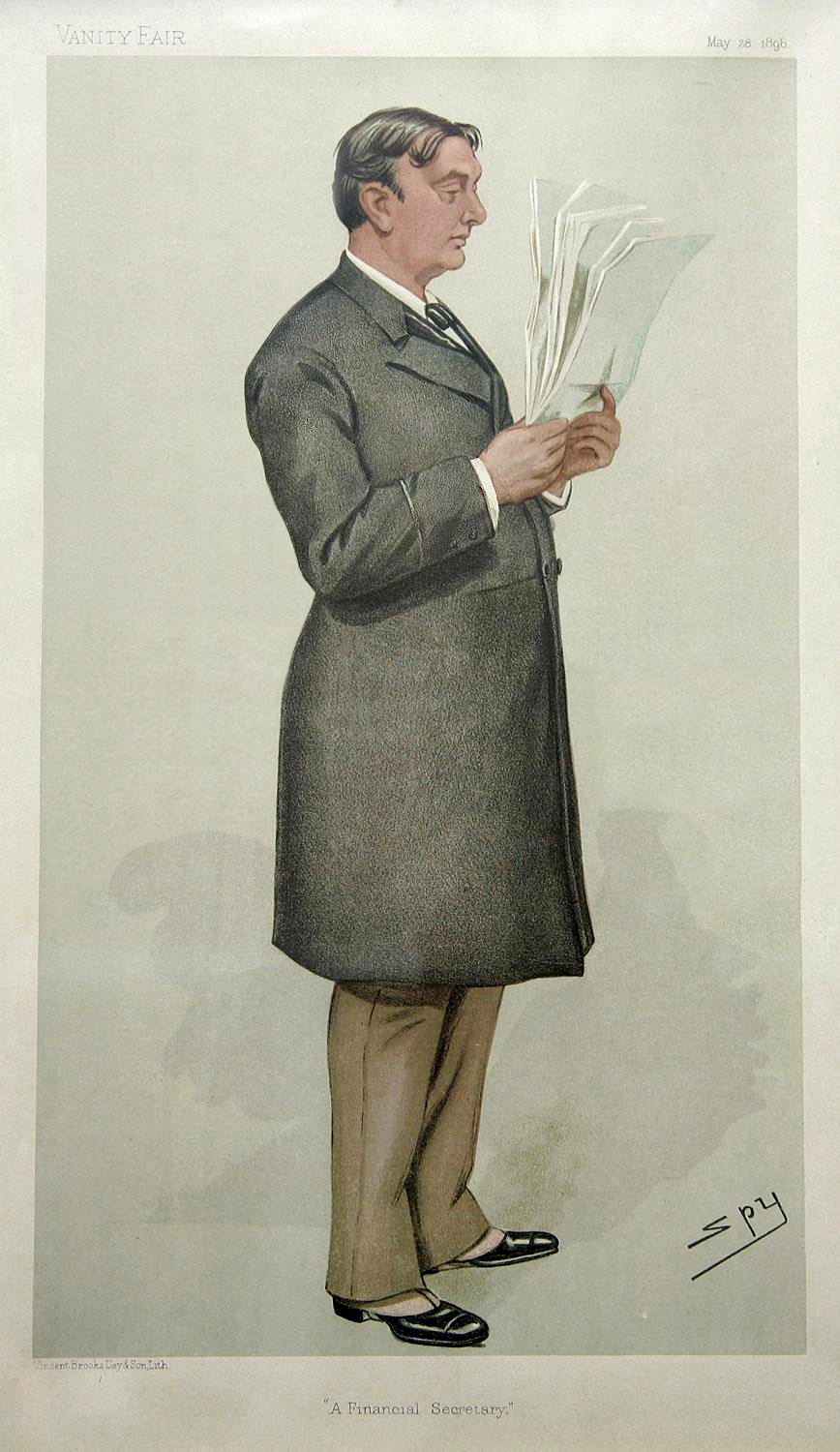
Robert William Hanbury (1872-1878), par Spy (Vanity Fair)
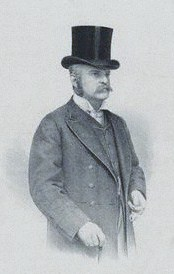
Hamar Alfred Bass (1878-1885)
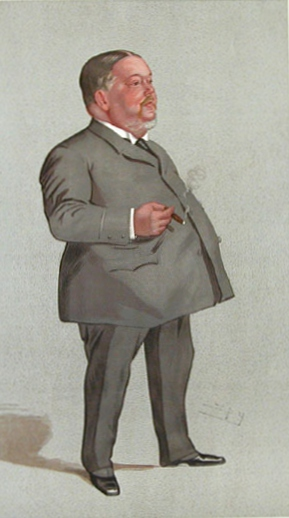
Jabez Balfour (1880-1885), par Spy (Vanity Fair)
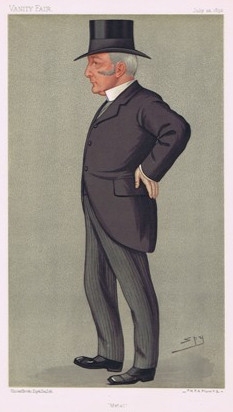
Philip Muntz (1885-1909), par Spy (Vanity Fair)
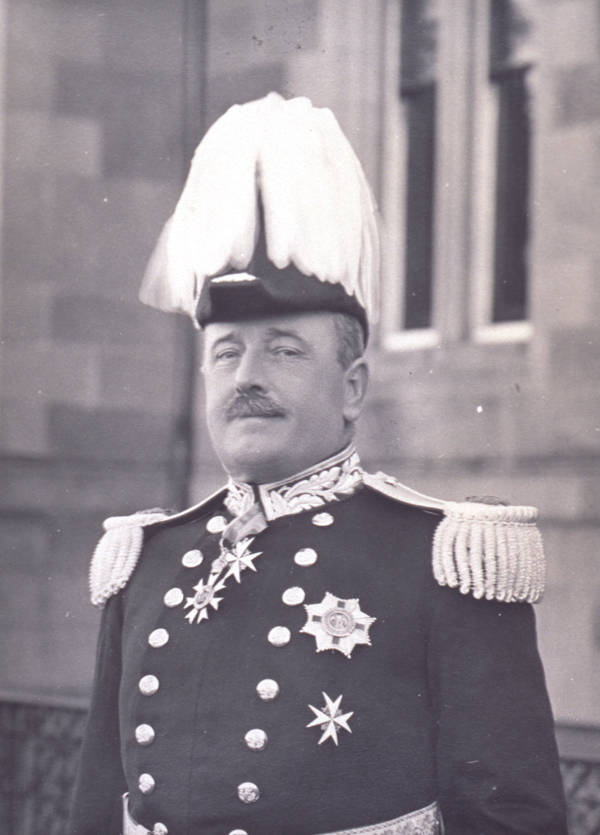
Francis Newdegate (1909-1917)
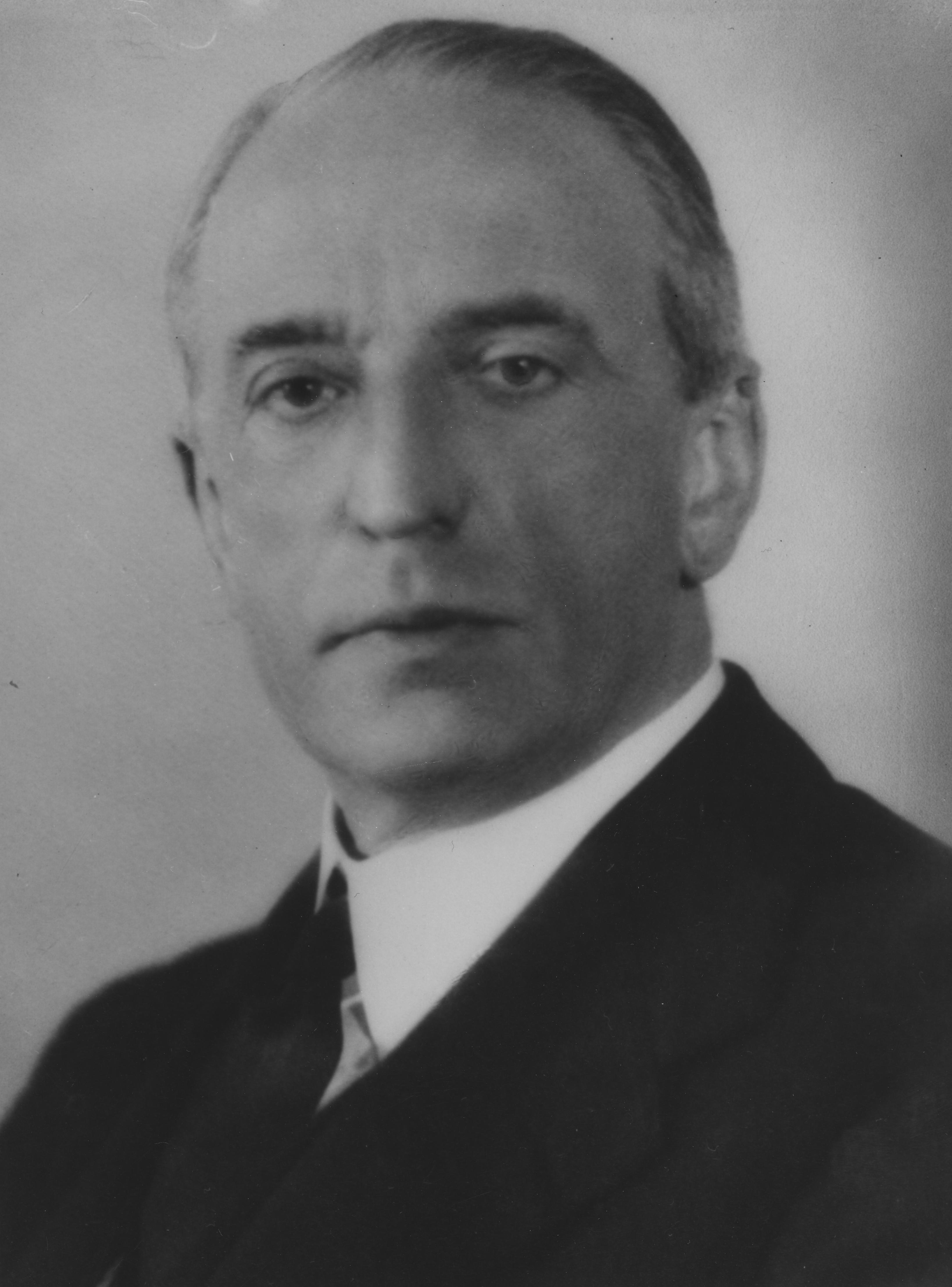
Arthur Steel-Maitland (1929-1935)
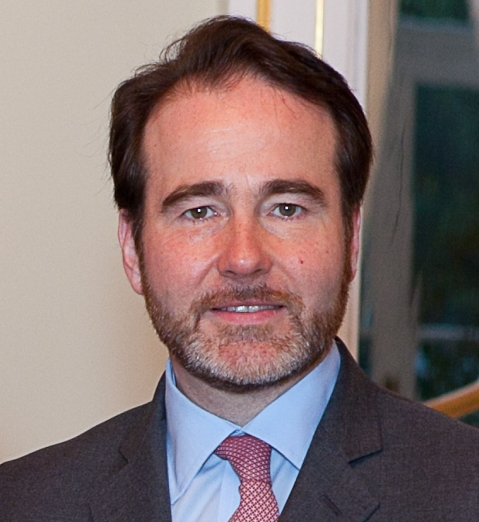
Christopher Pincher (2010-2023)